# Stora Svedjeskäret
Stora Svedjeskäret est une île de l'archipel de Vaasa en Finlande,.

## Géographie
La superficie de l'île est de 13 hectares.